# Wielądki
Wielądki – wieś w Polsce położona w województwie mazowieckim, w powiecie węgrowskim, w gminie Korytnica. Ma status sołectwa.
W latach 1975–1998 miejscowość administracyjnie należała do województwa siedleckiego.
Wierni kościoła rzymskokatolickiego należą do parafii św. Wawrzyńca w Korytnicy.

## Historia
Miejscowość o rodowodzie średniowiecznym. Pierwotnie nosiła nazwę Wielątki. Założona najprawdopodobniej przez szlachcica Mikołaja Komorowskiego Wielądkę herbu Ostoja. Wzmiankowana po raz pierwszy w 1487 r. 
W okresie Rzeczypospolitej Obojga Narodów własność szlachecka (zaścianek). Gniazdo rodu Wielądków herbu Nałęcz.

## Urodzeni w Wielądkach
W miejscowości urodził się pierwszy minister transportu III RP Franciszek Wielądek.